# Губа, Мартин
Мартин Губа (словац. Martin Huba; 16 июля 1943 , Братислава, Словацкая республика) — словацкий и чехословацкий актёр театра и кино, театральный режиссёр
, театральный педагог, политик.

## Биография
Сын актёра и оперной певицы. В 1964 году окончил Братиславскую высшую школу исполнительского искусства по классу актёрского мастерства. Работал в Восточно-Словацком государственном театре в Кошице (1964—1967), затем в Театре Поэзии и в Театре Корзы (1968—1971), позже перешёл в Словацкий национальный театр в Братиславе, где проработал около 20 лет. Занимался театральной режиссурой, поставил драму и оперу. Участник Летнего шекспировского фестиваля в Праге.
Играл в спектаклях Шекспира, Моцарта, Чехова и др. Снимался в кино. Сыграл в более чем в 120 кино- и телефильмах.

## Избранная фильмография
- 2000 — Мы должны помогать друг другу — Доктор Альбрехт Кепке
- 2004 — Вверх и вниз — врач
- 2005 — Лунатизм — Доктор Кульмьер
- 2006 — Я обслуживал английского короля — Скриванек

В 1990 году был членом Словацкого национального совета.

## Награды
- орден Людовита Штура 2 класса (2017)[3]
- медаль «За заслуги» I степени (2003, Чехия)[4]
- Премия Хрустальное крыло (2001)